# 黃龍植
黃龍植（韓語：황용식，1944年5月28日—），韓國外交官、學者，前駐台北韓國代表部代表及韓國駐突尼西亞大使。黃氏出身自大邱，1973年考入外務部（今外交部），至海外館處任秘書、參贊、公使，曾駐地點包括奧地利、菲律賓及聯合國辦事機構所在的美國紐約及瑞士日內瓦，於本土則擔任過外務部課長、企劃官，總統秘書室官員及大邱市府諮詢大使等職。除奉派台、突兩國領導駐館館務之外，亦曾任教於韓國嶺南大學及外交安保研究院。

## 生涯
黃龍植於1944年5月28日誕生在大邱（當時屬日佔朝鮮慶尚北道大邱府），1963年自慶北高等學校畢業，後又於1967年從漢城國立大學（今首爾國立大學）法學系修得學士學位，後亦曾赴美國塔弗茲大學的弗萊徹法律外交學院攻讀碩士。

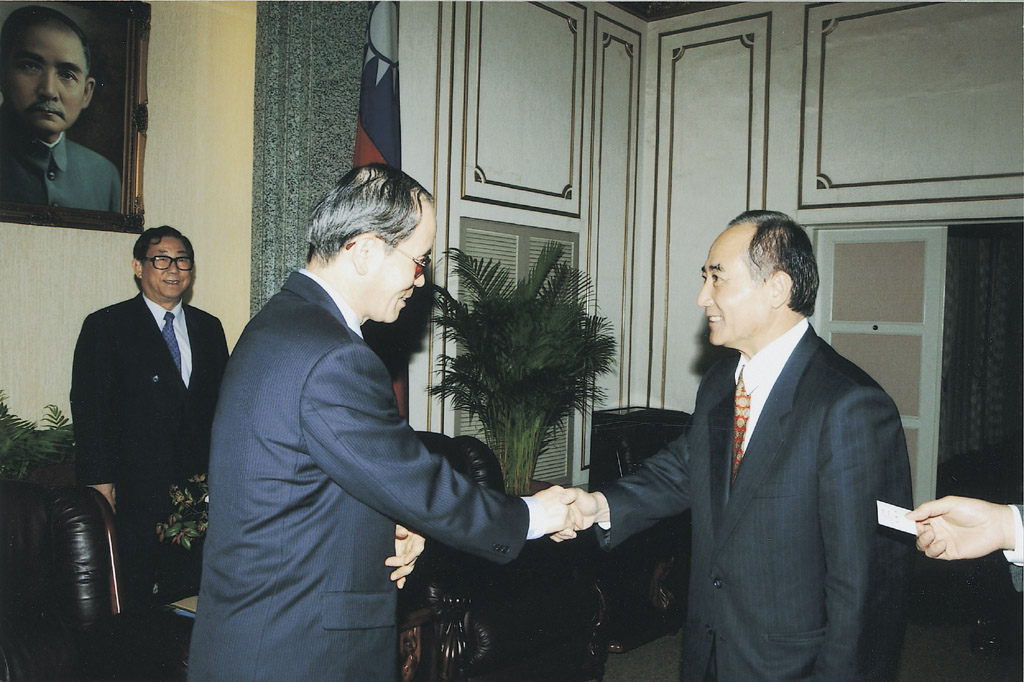
黃龍植（左）於代表任內拜會立法院院長王金平（右），攝於2004年4月

1973年4月，黃龍植通過第7屆外務考試[註1]，並於同年進入外務部，其後曾至韓國駐奧地利大使館擔任一等秘書。1982年，他調至總統秘書室擔任政務行政官，1984年則赴美國紐約的韓國常駐聯合國辦事處擔任參贊，同年亦獲得總統表彰。1987年，黃龍植重返外務部本部，任聯合國課課長，1989年再次派外，任韓國駐菲律賓大使館公使。1993年，他成為外務部國際機構局審議官，1995年第二度出任公使，以此身分在瑞士的韓國常駐日內瓦辦事處工作。
1997年，黃氏替大邱市擔任國際關係諮詢大使，接著又在1998年外務部改稱外交通商部後，擔任該部的政策企劃官，翌年（1999年）任條約局局長。2000年7月11日，已卸下條約局長職務的他，經韓國政府發表的人事消息宣布為第13任韓國駐突尼西亞大使，並於2003年6月離任:p515。
2004年3月，黃龍植當上第5任駐台北韓國代表部代表:p523。當台韓雙方自1992年9月起因斷交而遭到中斷的空中航線，在其任內的2004年6月通過復航諮商會議、就容量部分達成共識之後，他遂代表韓方於同年9月2日與台方駐韓外交機構——駐韓國台北代表部互簽「台韓雙邊航空運輸定期航線協定」，並於10月3日恢復在台舉辦韓國國慶酒會。除此之外，他亦曾以駐台代表身分，促使韓國政府支援定期舉行的在台韓語檢定考試，於2005年在台北市的中國文化大學首度開辦。2006年2月，黃氏結束駐台代表任期:p523，並於3月獲文化大學授予名譽博士頭銜。黃龍植在韓國也繼續從事教職，除擔任嶺南大學教授外，亦為外交安保研究院名譽教授。